# Marko Barun
Pour les articles homonymes, voir Barun.
Marko Barun est un footballeur slovène né le 7 janvier 1978.
Il joue au poste de défenseur latéral droit.

## Palmarès
- Champion de Chypre en 2006 avec l'Apollon Limassol.